# متكاورة باتاغونية
متكاورة باتاغونية (الاسم العلمي:Sphaerophorus patagonicus) هي نوع من الفطريات تتبع جنس المتكاورة من فصيلة المتكاورات.